# Криниця (водосховище)
Крини́ця (біл. Крыніца) — водосховище на північному заході від Мінська. Побудоване в 1976 р. за проектом Мінськпроект. Розташоване за 2 км від міста Мінськ на річці Свіслоч. Входить до складу Вілейської-Мінської водної системи. Водосховище руслове, добового регулювання. За проектом призначалося для водопостачання підприємств Мінська, рекреації. Площа дзеркала — 0,96 км². Довжина — 3,2 км, найбільша ширина — 0,7 км, середня — 0,35 км, найбільша глибина — 5,2 м, середня — 2,6 м. Обсяг: повний — 3 млн м³, корисний — 0,3 млн м³. Площа водозбору — 610 км², відстань від гирла — 276 км. Рельєф водозбору середньогорбистий, розораність 34%, залісненість 34%.
Середній річний стік за багаторічний період в створі гідровузла — 129,8 млн м³, за повінь — 46,5 млн м³. Живлення змішане, з переважанням снігового.
Склад споруд гідровузла: гребля, водоскид, водовипуск. Гребля земляна, однорідна, довжиною 200 м. Водоскид автоматичний, у вигляді багатоступінчастого перепаду шириною 6 м, що забезпечує пропуск витрат 90 м³/с.
На березі розташовані ЧУП «Санаторій Криниця» на 380 місць, санаторій «Проліска» на 200 місць, дитячий реабілітаційно-оздоровчий центр «Ждановичі» на 300 місць.
Водосховище експлуатує КУПП «Мінськводоканал».